# Mathias Wenzel Jäckel
Mathias Wenzel Jäckel (auch: Mätthäus Wenzel Jäckel; sorbisch Maćij Wjacław  Jakula; tschechisch Matěj Václav Jäckel; * 11. September 1655 in Wittichenau/Kulow; † nach 16. Januar 1738 in Prag) war ein sorbischer Bildhauer des böhmischen Barock.

## Werdegang
Mathias Wenzel Jäckel soll das Bildhauerhandwerk bei dem Dresdner Bildhauer Melchior Barthel erlernt haben. Um 1684 gründete er in Prag eine eigene Bildhauerwerkstatt, in der in den nächsten Jahrzehnten unzählige Kunstwerke geschaffen wurden. Die Auftraggeber waren zumeist kirchliche Einrichtungen und Orden. Zu den bekanntesten Werken zählen die für die Prager Karlsbrücke geschaffenen Statuen „Hl. Anna mit Jesuskind“ (1707) und „Madonna mit hl. Bernhard“ (1709).

## Weitere Werke in Prag

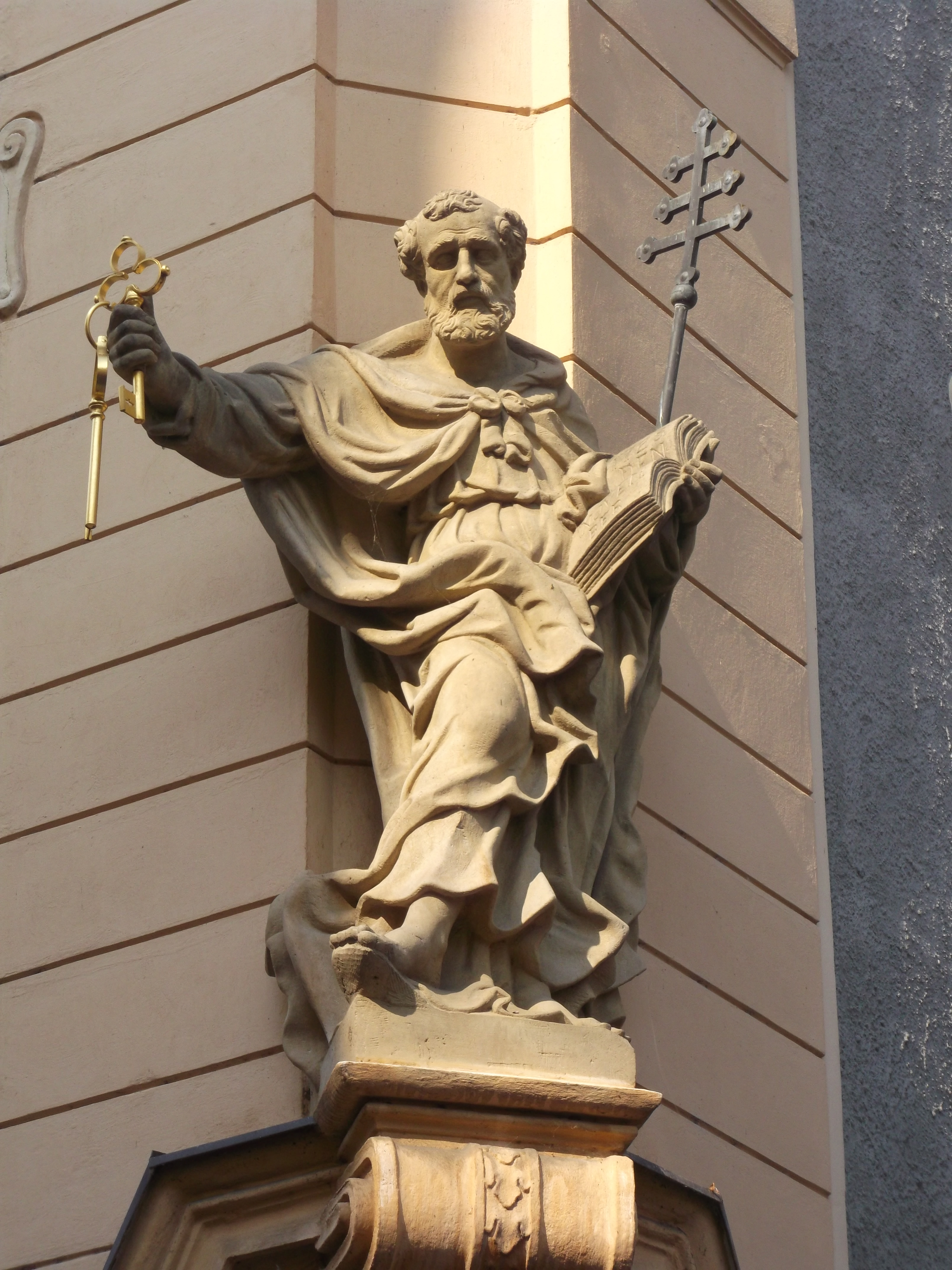
Statue des Simon Petrus an der Ecke des Wendischen Seminars

- St.-Franziskuskirche/Kreuzherrenkirche (Kostel svatého Františka z Assisi): plastischer Schmuck am Hauptaltar, Attikafiguren
- Karlsplatz: Brunnen mit Säule des hl. Josef (1698)
- Kloster Břevnov: Fassadenplastiken
- Wendisches Seminar: Statue des Simon Petrus

### Werke in anderen Orten in Tschechien
- Trhové Sviny: Kanzel für die Wallfahrtskirche
- Český Krumlov: Mariensäule (1717)
- Kloster Sedlec: Skulpturen
- Dobřany: St.-Veit-Kirche (Kostel sv. Víta): Hauptaltar als Säulen-Baldachin

## Werke in der Oberlausitz
Für das Kloster St. Marienstern in Panschwitz-Kuckau schuf Jäckel 1718 eine Statue des Schmerzensmannes und 1720 eine Mater dolorosa. Ebenso werden die Mariensäule, die Nepomuksäule und die Dreifaltigkeitssäule auf dem Klosterplatz, sowie das Kruzifix und die Muttergottes von 1725 an der Westfassade als seine Arbeiten angesehen. 1722–1723 schuf er für die Pfarrkirche seines Geburtsortes Wittichenau den Altar aus Stuckmarmor.